# Catedral de San Dionisio (Saint-Denis)
La Catedral de San Dionisio o simplemente Catedral de Saint-Denis (en francés: Cathédrale de Saint-Denis de La Réunion) es una catedral católica ubicada en el centro de Saint-Denis, capital de la isla de la Reunión, una dependencia de Francia en el océano Índico, parte de África. La construcción comenzó en noviembre de 1829 y se terminó en 1832. Esta clasifica en su totalidad como uno de los monumentos históricos de Francia desde el 13 de octubre de 1975. Es la catedral de la diócesis de Saint-Denis de Reunión.
Henri Martin-Granel tuvo la oportunidad de trabajar en las vidrieras de la catedral. El edificio fue construido según los planos del ingeniero Paradise en lugar de una iglesia que la precedió en el siglo XVIII. Tomó su forma definitiva en 1863. Se erigió en una catedral en 1850 y fue consagrada en 1860.

## Véase también

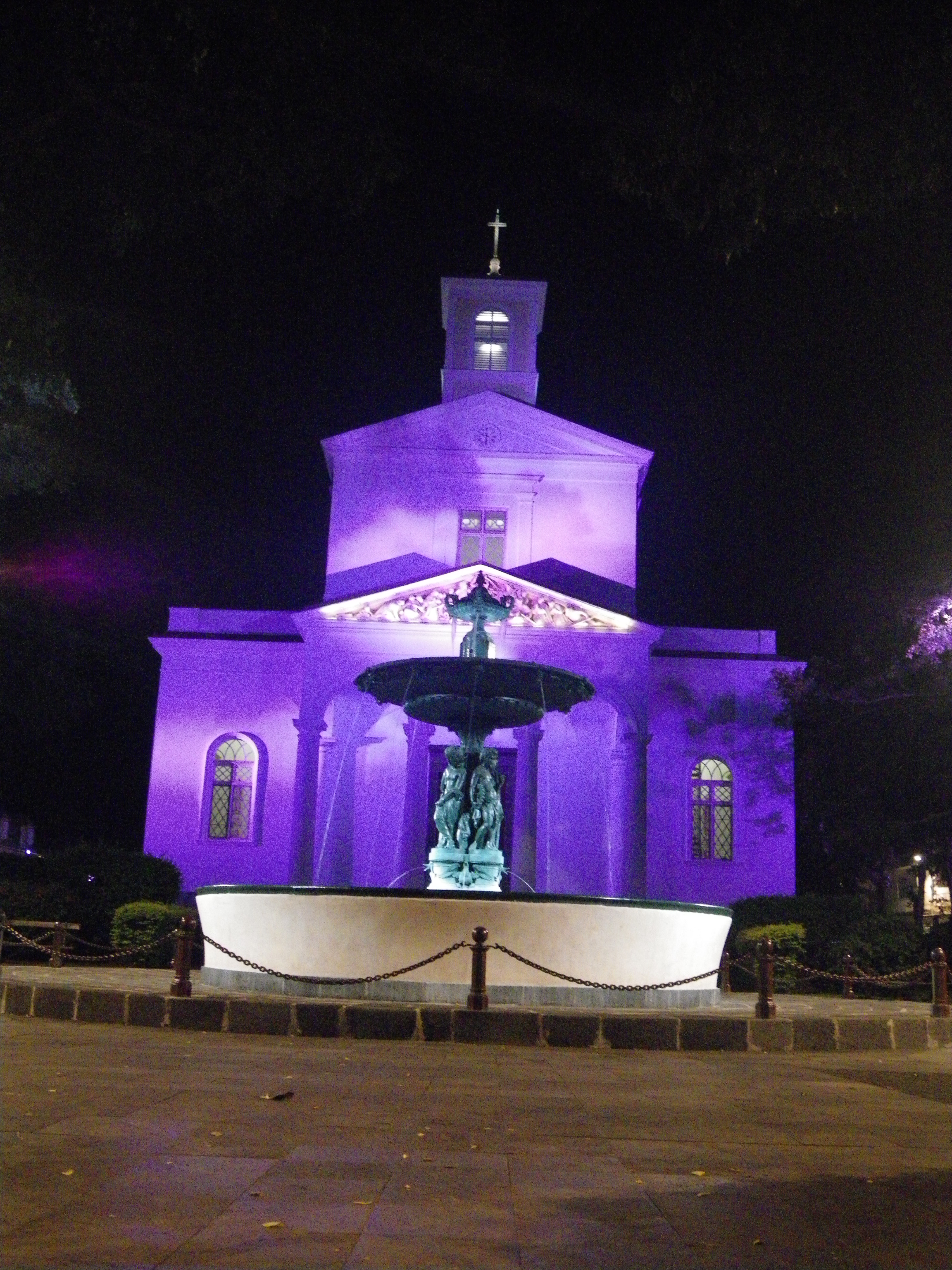
Vista nocturna